# Сейнт Хелънс (град, Орегон)
Сейнт Хелънс (на английски: St. Helens) е град в окръг Колумбия, щата Орегон, САЩ. Сейнт Хелънс е с население от 10019 жители (2000) и обща площ от 13,8 km². Намира се на 11,9 m надморска височина. Там се намира и планината Сейнт Хелънс, която е активен вулкан (последно изригване през 1980).